# Oliver et Olivia
Pour plus de détails, voir Fiche technique et Distribution.
Oliver et Olivia (Fuglekrigen i Kanøfleskoven), est un film d'animation danois réalisé par Jannik Hastrup, sorti en septembre 1990 au Danemark

## Synopsis
Deux jeunes oisillons, Oliver et Olivia, vivent dans une forêt paisible. Néanmoins, cette tranquillité est perturbée par un oiseau de proie. Accompagnés de deux souris orphelines, ils tentent de débarrasser leur coin de paradis du cruel prédateur.

## Fiche technique
- Titre : Oliver et Olivia
- Titre original : Fuglekrigen i Kanøfleskoven
- Réalisateur : Jannik Hastrup
- Scénario : Jannik Hastrup et Bent Haller
- Musique : Fuzzy, Jacob Groth et Søren Kragh-Jacobsen
- Production :
  - Producteur : Per Holst
  - Producteur exécutif / Manager de production : Marie Bro
- Directeur de la photographie : Jakob Koch
- Animation :
  - Animateurs : Nancy Carrig, Michael Helmuth Hansen	, Flemming Jensen, Karsten Kiilerich, Walther Lehmann, Liller Møller, Bent Nielsen, Per Tønnes Nielsen, Hans Perk, Martin Poulsen, Harry Rasmussen, Ulrik Sieverts, Asta Sigurdardóttir et Georges Stoyanoff
  - Animateurs assistants : Sidse Andersen, Tinna Jespersen, Tine Karrebæk, Sara Koppel, Søren Larsen, Kirsten Skytte, Rigmor Tokerød et Lise Urwald
  - Coloristes : Maj-Britt Almskov, Ditte Brink, Christine Butler, Camilla Draiby, Hanne Hastrup, Mai-Britt Hastrup, Lars Horneman, Sia Hostrup Larsen, Josephine Høyrup, Inge Jørgensen, Tine Karrebæk, Elisa Kristiansen, Britt Larsson, Karoline Leistiko, Søren Martinsen, Berit Nybirk, Pulsk Ravn, Tone Tarding, Lone Valentin et Jonas Wagner
  - Chargés des layouts : Ole Bidstrup et Marie Embalo
- Société de production : Per Holst Filmproduktion
- Pays d'origine :  Danemark
- Langue originale : danois
- Durée : 65 minutes
- Sortie cinéma :
  -  Danemark : 28 septembre 1990
  -  France : 19 février 1992

## Distribution

### Voix originales
- Anne-Sofie Bredesen : Olivia (petite)
- Emil Tarding : Oliver (petit)
- Barbara Topsøe-Rothenborg : Olivia (grande)
- Lasse Jonsson : Oliver (grand)
- Vigga Bro : La tourterelle
- Lisbet Dahl : Betty
- Anne Marie Helger : Skade
- Pernille Hansen : Le perroquet
- Tine Karrebæk : Frederik
- Tommy Kenter : Walter (le hibou)
- Per Tønnes Nielsen : Un oiseau
- Per Pallesen : Armstrong
- Claus Ryskjær : Fagin
- Helle Ryslinge : Un oiseau
- Ove Sprogøe : Skade
- Kasper Fønns Stilling : Ingolf

### Voix françaises
- Christophe Lemoine : Oliver
- Claire Guyot : Olivia
- Albert Augier : Walter
- Josiane Pinson : Betty
- Christian Parisy : Frédéric
- Bruno Dubernat : Ingolf
- Jean-Pierre Denys : Armstrong
- Georges Berthomieu : Fagin
- Jane Val : La tourterelle

Interprètes des chansons : Olivier Constantin, Claire Guyot, Roddy Julienne, Jocelyne Lacaille, Claude Lombard, Gérard Meissonnier.
Sauf mention contraire, les informations proviennent du Nouveau Forum Doublage Francophone.